# William Trelease
William Trelease (Mount Vernon, New York, 22 de Fevereiro de 1857 - Urbana (Illinois), 1 de Janeiro de 1945) foi  um botânico, entomologista, explorador, escritor e educador dos Estados Unidos da América.

## Biografia
Trelease obteve um bacharelato em ciências pela Cornell University no ano de 1880. Foi assistente do ensino da botânica na Harvard University  nos anos de 1880 e 1881, transferindo-se, nas mesmas funções, para a  University of Wisconsin, onde trabalhou entre 1881 e 1883. Passou então professor de botânica desta última Universidade, cargo que exerceu de 1883 a 1885. Simultaneamente foi professor convidado de botânica na Johns Hopkins University e encarregado de ministrar os cursos de Verão de botânica em Harvard nos anos de 1883 e 1884.
Obteve então a cátedra Engelmann de botânica na Washington University (St. Louis), em Saint Louis, Missouri, de 1885 a 1913. No ano de 1889 foi nomeado director do Jardim Botânico de Missouri (Missouri Botanical Garden), cargo que exerceu até 1912. Neste período realizou numerosas expedições para recolha de espécimes vegetais herborizadas e de plantas para cultivo no Jardim Botânicos de Missouri. Também realizou importantes estudos florísticos. Entre as regiões visitadas inclui-se os Açores, a Madeira, Tenerife e diversas ilhas das Caraíbas.
Para além das suas funções académicas, empenhou-se em numerosos cargos cívicos, incluindo funções municipais, e de gestão em várias associações académicas e profissionais: foi o primeiro presidente da Botanical Society of America (Sociedade Botânica Americana), eleito em 1894, na qual serviu como presidente pela segunda vez em 1918.
Entre 1913 e 1926 foi professor de botânica e director do respectivo departamento na University of Illinois.
Trelease foi um dos cientistas que participou na expedição que sob a liderança de Edward Henry Harriman, , explorou durante dois meses de em 1899 o Alaska (Harriman Alaska Expedition).
Em 1932 liderou uma expedição botânica às Canárias e ao sul da Espanha. Em 1933 participou numa expedição à Nova Zelândia.
Trelease é autor de um grande números de artigos científicos e de monografias na área da botânica e da jardinagem. A sua obra sobre as Piperaceae do norte da América do Sul, incompleto aquando do seu falecimento, foi completado e publicado pelos seu estudante graduado Truman G. Yuncker. Também escreveu obras de divulgação da botânica e de jardinagem destinadas ao grande público, tais como Plant materials of decorative gardening (1917) e Winter Botany (1918). É autor de uma das mais completas monografias sobre a flora dos Açores, intitulada Botanical Observations on the Azores